# 심사정

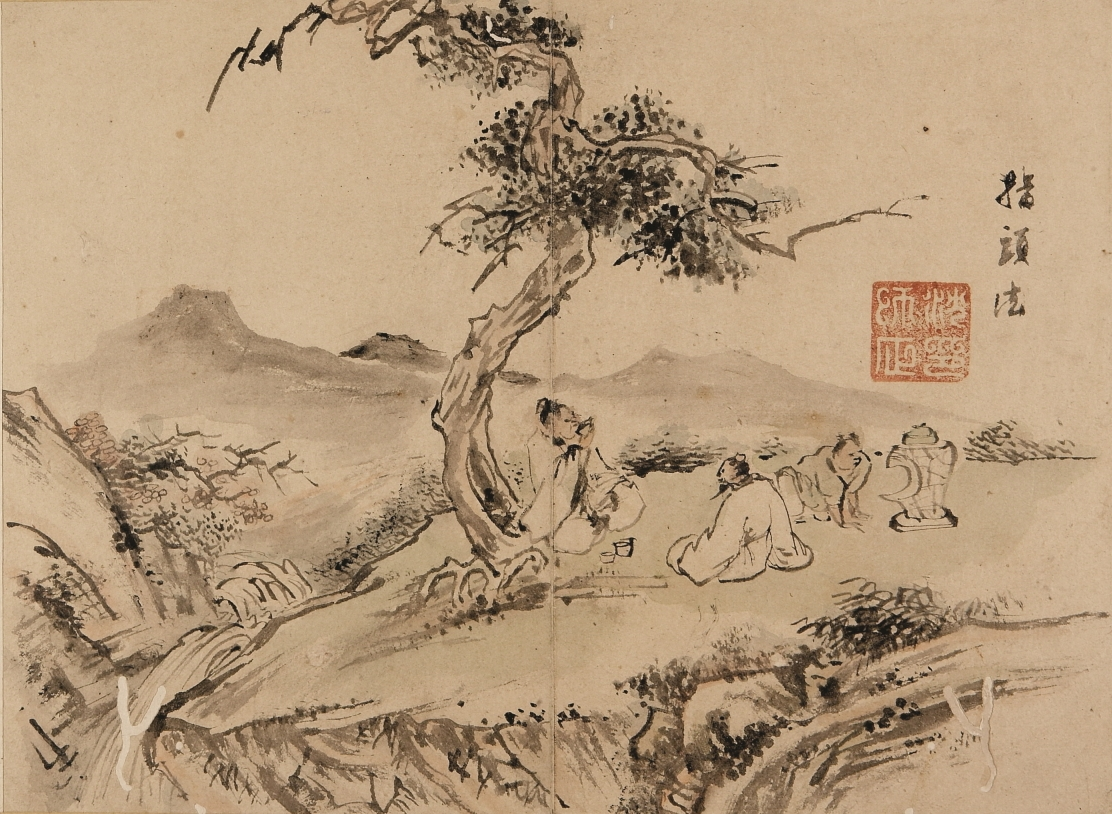
송하음다도.

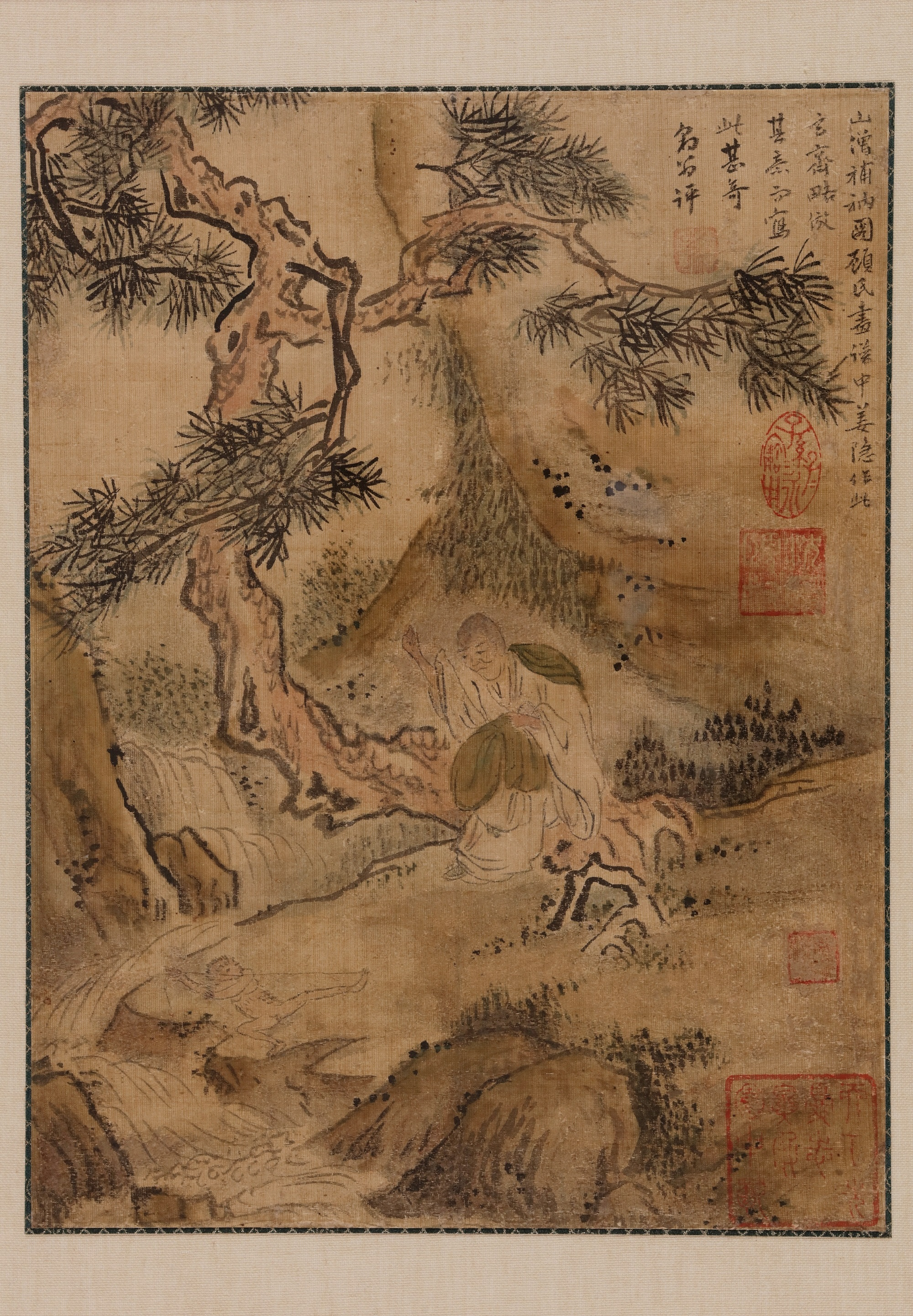
산승보납도.

심사정(沈師正: 1707년~1769년) 본관은 청송(靑松). 자는 이숙(頤叔), 호는 현재(玄齋)와 묵선(墨禪). 영의정을 지낸 심지원(沈之源)의 증손이자 심익창(沈益昌)의 손자이며 포도를 잘 그렸던 심정주(沈廷胄)의 아들이다. 포도와 인물을 잘 그렸던 정유승(鄭維升)의 외손자이기도 하다. 명문 사대부 출신이면서도 과거나 관직에 오르지 못하고 일생 동안 화업(畵業)에 정진하였다.

## 가계
영의정 심지원의 증손이고, 성천부사 심익창(효종의 부마 청평도위 심익현의 동생)의 손자이며, 묵포도의 대가 심정주(沈廷胄)의 차남이다. 또한, 사간원 사간을 지낸 명화가 정유점(하동 정씨)의 외손자이다.
- 증조부 : 심지원(沈之源) - 영의정
  - 조부 : 심익창(沈益昌) - 성천부사 - 효종의 부마 청평도위 심익현(沈益顯)의 동생
    - 부 : 심정주(沈廷胄) - 묵포도의 대가
    - 모 : 하동 정씨 - 사간 정유점(鄭維漸)의 딸
      - 형 : 심사순(沈師淳)
      - 형수 : 전주 이씨
      - 부인 : 백천 조씨

## 생애
일찍부터 정선의 문하에서 그림을 공부하여 중국의 남화와 북화를 종합한 새로운 화풍을 이루어 김홍도(金弘道)와 함께 조선 후기의 대표적인 화가가 되었다. 1748년(영조 24년)에 왕의 어진을 그리는 모사중수도감(摸寫重修都監)의 감동(監董)이 되었으나 얼마 안되어 박탈되었다. 특히 화훼(花卉), 초충(草蟲)을 비롯하여 영모(翎毛)와 산수화에 뛰어났다. 화적으로는 국립중앙박물관 소장의 <강상야박도(江上夜泊圖)> <파교심매도 灞橋尋梅圖> <맹호도(猛虎圖)> <화수초충도(花樹草蟲圖)>,<선인도해도>(仙人渡海圖), 덕수궁 미술관 소장의 <추포도(秋圃圖)> <화항관어도(花港觀漁圖)> <계산고거도(溪山高居圖)> <운룡도(雲龍圖)> 간송미술관 소장의 <촉잔도(蜀棧圖)>,<하마선인도>(蝦蟆仙人圖) 그리고 개인 소장의 <전가악사도(田家樂士圖)> <하경산수도(夏景山水圖)> <시문월색도(柴門月色圖)> 외에 다수가 있음,

## 평가
표암 강세황의 화평(畵評)에 의하면, 화훼 초충을 가장 잘 하였고, 영모·산수 순으로 잘 그렸다고 한다.

## 같이 보기
- 심지원
- 정선
- 윤두서
- 조영석
- 김홍도
- 강세황
- 심주